# Erotisk förnedring
| Erotisk förnedring (Erotisk förödmjukelse) |
| --- |
| Förnedring av en man, som tvingas knäböja med en dominatrix' handväska mellan tänderna och bli slagen med en käpp. Från Folsom Street Fair i USA. - Betydelse – förnedring i sexuellt syfte - Sammanhang – markering av sadomasochistisk aktivitet - Funktion – sexuellt rollspel runt makt/vanmakt genom att släppa normal kontroll - Relaterade begrepp – BDSM, sadism / masochism, dominans och underkastelse |

Erotisk förnedring eller erotisk förödmjukelse är en samtyckt psykologisk förnedring, utförd för att framkalla sexuell upphetsning. Handlingen kan önskas av den eller de som förnedras, av den eller de som förnedrar eller av båda parter. Det är en form av lek med ovanliga roller och maktpositioner, där en person tvingas att utföra eller blir utsatt för handlingar som annars ses som under någons värdighet. Förnedringens syfte är att markera en sadomasochistisk aktivitet.
Förnedringen kan ibland ske inför publik, inklusive genom pornografi eller webbkamera, och är ofta en ingrediens i våldspornografi. Den kan vara del av en BDSM-praktik eller annat sexuellt rollspel. Den kan kombineras med specifik sexuell stimulering av könsorganen eller andra erogena zoner hos en eller flera av deltagarna i aktiviteten.

## Sammanhang
Erotisk förnedring är bara en av ett antal olika typer av handlingar inom BDSM, som är ett spektrum av olika maktrelaterade lekformer.
Denna typ av förnedring är en subjektiv handling, en typ av maktlek som syftar till förnedring. Den behöver inte vara av sexuell natur; i likhet med många andra sexuellt relaterade aktiviteter är det de känslor som nås genom upplevelsen som är målet med handlingen – oavsett dess karaktär. Upplevelsen är för det mesta kopplad till en känsla av sexuell dominans för den som utför förnedringen och en känsla av underkastelse, skam och förlägenhet för den som förnedras. Detta är känslor som man vill undvika i vardagen men som i samband med en trygg lek kan utforskas på ett lustfyllt sätt.
Begreppen förnedring och förödmjukelse används ofta som utbytbara synonymer, trots att de även har mer konkreta betydelseskillnader. Man kan således definiera en förödmjukelse som ett sätt att förorsaka psykisk smärta (målet med sadomasochism), medan en motsvarande förnedring handlar om att genom objektifiering och förtingligande accentuera dominansen över en undergiven person. På samma sätt kan man se förnedringen som markeringen av en maktposition och förödmjukelsen som känslan denna kan förorsaka.
I regel begränsas den dominanta deltagarens ord och handlingar av de gränser som den undergivna personen satt upp för aktiviteten. Det är den dominanta som "får" ta kontrollen över situationen, genom att den undergivna överlämnar den makten. Detta innebär att den undergivna personen i praktiken kan sägas vara den som styr maktutbytet.

### Psykologi
Upphetsningen av att bli förnedrad eller förnedra någon har psykologiska orsaker. Den anses vara kopplad till ett kombination av flera olika fysiologiska förändringar som under en hotfull krissituation förbereder kroppen för en flykt- och kamprespons. Dessa kroppsliga förändringar kan vara ökad muskelanspänning, hjärtrusning och samtidig utsöndring av katekolaminer, och en del människor upplever dessa förändringarna som sexuellt upphetsande.
En persons sexuella njutning sker under tre olika efterföljande faser. Det är under de två första av dessa – sexlust (eller libido) och sexuell upphetsning – som en person med preferens för erotisk förnedring upplever denna flykt- och kamprespons. Bland annat kan rädsla, i form av skräck för att bli bestraffad eller grovt utnyttjad, vara upphetsande för vissa personer.

### Makt och gränser
Erotisk förnedring handlar om att leka med makt i ett tryggt sammanhang. Den utförs med ord, fysisk kontakt eller en kombination av de två, och den kan utföras i ett privat sammanhang eller med åskådare. Några individer tar sig an en drivande roll, medan andra föredrar att talas till på ett förnedrande vis. En etablerad teknik att placera den undergivna i ett undergivet sinnestillstånd (engelska: subspace) är att förnedra personen under tiden den blir sexuellt stimulerad. Vissa personer som önskar denna typ av förnedring utnyttjar den i syfte att nå känslomässig frigörelse. Förnedringen kan ritualiseras, och den kan även utföras på distans genom direktkontakt via Internet.
Trots att fantasier och fascination kring erotisk förnedring är en vanlig del av BDSM-aktiviteter och andra former av sexuella rollspel, är fenomenet dåligt beskrivet i litteraturen. Denna typ av förödmjukelse kan dock drivas till en punkt där den känns som en emotionellt eller psykologiskt ångestladdad upplevelse för en eller flera av deltagarna. Inte minst kan detta förekomma i samband med offentlig förödmjukelse. Erotisk förnedring kan drivas så långt att den medvetet utmanar någons eller någras personliga gränser (edgeplay), och i så fall kan handlingarna förberedas med hjälp av tydlig förhandling och användande av ett stoppord.

## Inslag och förekomst
| Cumshot respektive pegging, två aktiviteter som kan utföras som del av erotisk förnedring. |  | Cumshot respektive pegging, två aktiviteter som kan utföras som del av erotisk förnedring. |
| Cumshot respektive pegging, två aktiviteter som kan utföras som del av erotisk förnedring. |  |                                                                                            |

En lek med erotisk förnedring kan innehålla en mängd olika handlingar, både fysiska och psykiska. Olika människor har olika preferenser och skilda preferenser för vad som framkallar de starkaste lustkänslorna, men bland annat kan leken inkludera…
- fotslickande,[4] anilingus, irrumatio, ansiktsridning, pegging, fisting, felching, ass-to-mouth[3] eller andra dominera[n]de handlingar med tydlig maktskillnad
- givande / mottagande av kroppsvätskor (spott,[4] urin, sperma, avföring) på olika kroppsdelar
- maktdominerat tal (engelska: dirty talk)

Den upphetsande känslan av förnedring kan stärkas om flera handlingar kombineras genom att ske samtidigt eller utföras i tät följd. Exempelvis kan en dominant person sätta sina höga klackar på en undergivens kropp och kräva att den undergivna slickar foten. Detta kan följas av slag med en paddel och provokativt spottande på den undergivna personen.
| Erotisk förnedring kan markeras med kroppspositioner, som vid irrumatio (här med undergiven kvinna i obekväm kroppsställning) och urolagni (här med undergiven man under kvinna). |  | Erotisk förnedring kan markeras med kroppspositioner, som vid irrumatio (här med undergiven kvinna i obekväm kroppsställning) och urolagni (här med undergiven man under kvinna). |
| Erotisk förnedring kan markeras med kroppspositioner, som vid irrumatio (här med undergiven kvinna i obekväm kroppsställning) och urolagni (här med undergiven man under kvinna). |  | |

Man kan också dela in erotisk förnedring i tre andra kategorier:
- psykologisk lek (med erotisk förolämpning av olika slag)
- bestraffning och lek med smärta (erotiskt smiskande, upphängning, örfilande, spottande etc)
- rollspel (med maktskillnader mellan dominant / undergiven, ägare / slav,[3] människa / djur, vårdare / barn, lärare / elev etc)

Bland personer som ägnar sig åt något slag av kink-relaterade sexuella aktiviteter är förnedrande handlingar mycket utbrett. En undersökning bland kvinnor inom denna kultur uppgav att 43 procent av dem uppskattade att bli förolämpade sexuellt med förödmjukande språk och uttryck, och 26 procent av dem tyckte även om att utföra motsvarande handlingar.